# クォーク新星
クォーク新星またはクォークノバ(Quark-nova)は、中性子星がクォーク星に崩壊する時に起こりうると考えられている仮説上の超新星である。クォーク新星の概念は、北欧理論物理学研究所のRachid Ouyedとマウラナ・アザド大学のJ. Dey、カルカッタ管区大学のM. Deyが提唱した。クォーク新星の仮説は、様々な刊行物で言及された。
中性子星が沈降すると、クォークの閉じ込めとして知られる過程によって、クォーク星に変化する。結果としてできた星は、内部がQCD物質によって構成されている。この過程によって、非常に大きなエネルギーが解放される。荒い計算では、中性子星内部の相転移によって、1047Jに相当するエネルギーが発生すると評価され、もしかすると宇宙で一番エネルギーの大きい爆発かもしれない。クォーク新星は、ガンマ線バーストの1つの原因である可能性がある。Jaikumarたちによると、クォーク新星はR過程によって白金等の重元素を生産するのにも関わっている。
太陽質量の1.5倍から1.8倍程度の質量を持ち、高速で自転する中性子星は、ハッブル時間の間に、沈降による転移を起こしうる最大の候補である。しかしこのような条件を満たす数は、予測される中性子星の数のほんの一部である。控えめな見積もりでは、観測可能な宇宙の中で、毎日2つのクォーク新星が発生している計算になる。
理論的には、クォーク星は電波を放射しない。そのため、電波を放射しない中性子星は、クォーク星の可能性がある。
クォーク新星の直接的な証拠は乏しい。しかし、超新星SN 2006gy、SN 2005gjやSN 2005apの近年の観測は、その存在を示している。